# Kolitis
Kolitis (auch Colitis, Plural: Kolitiden bzw. Colitiden) ist in der Medizin ein Oberbegriff für verschiedene akut oder chronisch verlaufende Entzündungen des Dick- oder Grimmdarmes (Colon), die meist mit Durchfall einhergehen.
Hierzu zählen:
- Akut-entzündliche Darmerkrankungen
  - Enterohämorrhagische Colitis
  - Persistente Ileitis (Pseudocrohn)
  - Pseudomembranöse Colitis; siehe Antibiotikaassoziierte Kolitis und Antibiotika-assoziierte hämorrhagische Kolitis
  - Sigmoiditis (Entzündung des Colon sigmoideum)
  - Strahlenkolitis
- Chronisch-entzündliche Darmerkrankungen, autoimmunvermittelte Colitis
  - Colitis ulcerosa
  - Mikroskopische Colitis
  - Morbus Crohn
- Ischämische Colitis